# 878-as busz
A 878-as jelzésű elővárosi autóbusz Szentendre egyik helyi járata, ami az autóbusz-állomás és a Skanzen között közlekedik, aztán visszatér az autóbusz-állomásra. A viszonylatot a MÁV Személyszállítási Zrt. üzemelteti.

## Megállóhelyei
| 0  | Szentendre, autóbusz-állomás induló végállomás |                                                                                     |
| 2  | Szentendre, Római kőtár                        | 869, 870, 872, 873, 874, 876, 879, 880, 882, 883, 884, 889, 890, 893, 895, 898      |
| 4  | Szentendre, Bükkös patak                       | 870, 874, 875, 876, 879, 880, 882, 883, 884, 889, 890, 893, 895, 898                |
| 6  | Szentendre, Izbégi elágazás                    | 870, 874, 875, 876, 879, 880, 882, 883, 884, 889, 890, 893, 895, 898                |
| 7  | Szentendre, Tavasz utca                        | 870, 874, 875, 876, 879                                                             |
| 9  | Szentendre, Templom utca                       | 870, 874, 875, 876, 879                                                             |
| 11 | Szentendre, Csapás utca                        | 870, 874, 875, 876, 879                                                             |
| 12 | Szentendre, Sportpálya                         | 870, 876, 879                                                                       |
| 13 | Szentendre, Szentlászlói út 160.               | 870, 876, 879                                                                       |
| 14 | Szentendre, Kéki kőbánya                       | 870, 876, 879                                                                       |
| 15 | Szentendre, Kéki dűlő                          | 870, 876, 879                                                                       |
| 16 | Szentendre, dömörkapui elágazás                | 870, 876, 879                                                                       |
| 17 | Szentendre, laktanya                           | 870, 876, 879                                                                       |
| 18 | Szentendre, Szarvashegytelep                   | 870, 876, 879                                                                       |
| 19 | Szentendre, Muflon utca                        | 871, 876, 879                                                                       |
| 20 | Szentendre, kiskertek                          | 871, 876, 879                                                                       |
| 21 | Szentendre, Szabadságforrás                    | 871, 876, 879                                                                       |
| 22 | Szentendre, kiskertek                          | 871, 876, 879                                                                       |
| 23 | Szentendre, Skanzen                            | 871, 876, 879                                                                       |
| 24 | Szentendre, Tegez utca                         | 871, 876, 879                                                                       |
| 25 | Szentendre, Sztaravoda utca 18.                | 871, 876, 879                                                                       |
| 26 | Szentendre, Bolygó utca                        | 871, 876, 879                                                                       |
| 27 | Szentendre, Új köztemető                       | 871, 876, 879                                                                       |
| 28 | Szentendre, Barátság köz                       | 871, 876, 879                                                                       |
| 29 | Szentendre, Izbégi elágazás                    | 870, 874, 875, 876, 879, 880, 882, 883, 884, 889, 890, 893, 895, 898                |
| 31 | Szentendre, Bükkös patak                       | 870, 874, 875, 876, 879, 880, 882, 883, 884, 889, 890, 893, 895, 898                |
| 33 | Szentendre, Római kőtár                        | 869, 870, 872, 873, 874, 876, 879, 880, 882, 883, 884, 889, 890, 893, 895, 898      |
| 35 | Szentendre, autóbusz-állomás érkező végállomás | 868, 869, 870, 872, 873, 874, 876, 879, 880, 882, 883, 884, 889, 890, 893, 895, 898 |